# Douro-Dummer (Ontario)
Douro-Dummer to gmina (ang. township) w Kanadzie, w prowincji Ontario, w hrabstwie Peterborough.
Powierzchnia Douro-Dummer to 458,46 km².
Według danych spisu powszechnego z roku 2001 Douro-Dummer liczy 6652 mieszkańców (14,51 os./km²).

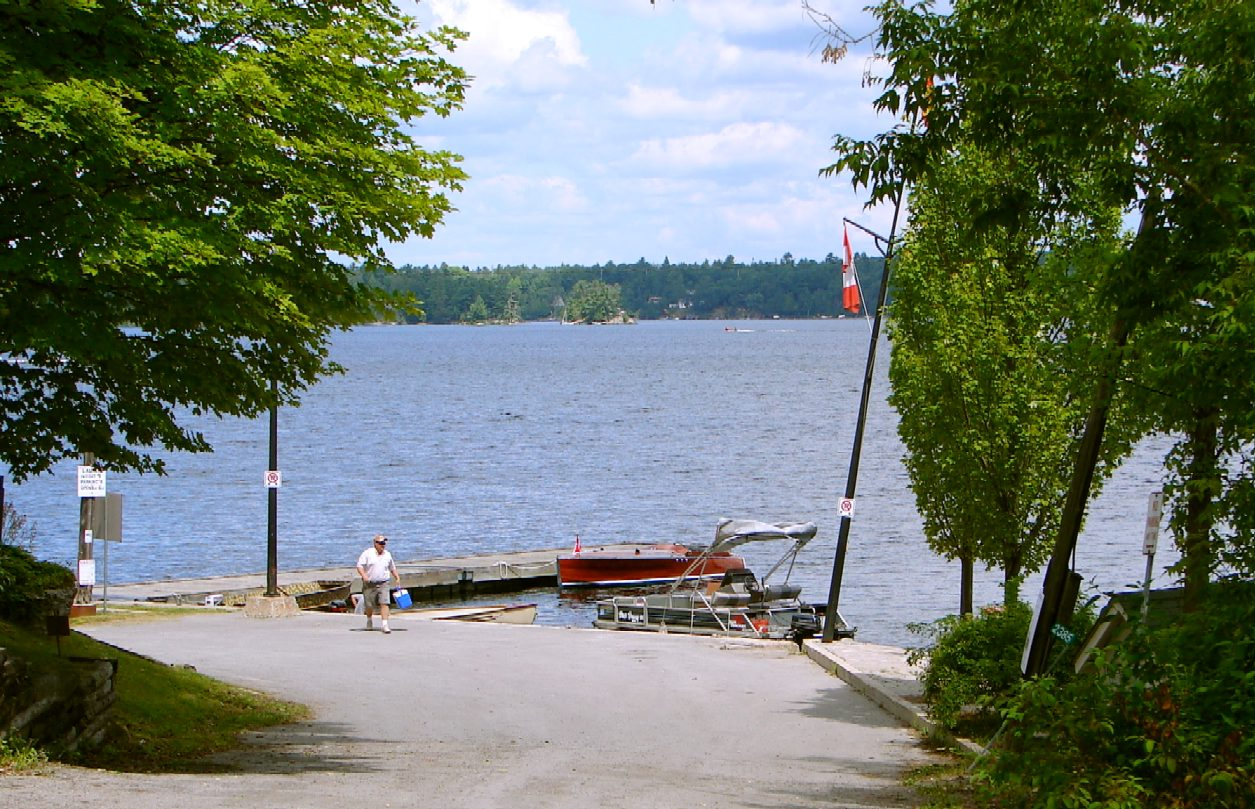
Crowes Landing